# Salepute
Pour les articles homonymes, voir Sale pute.
Pour plus de détails, voir Fiche technique et Distribution.
#salepute est un film documentaire belge réalisé par les journalistes belges Florence Hainaut et Myriam Leroy, sorti en 2021. Le film traite du cyberharcèlement et de la misogynie à travers les témoignages d'une dizaine de femmes.

## Synopsis

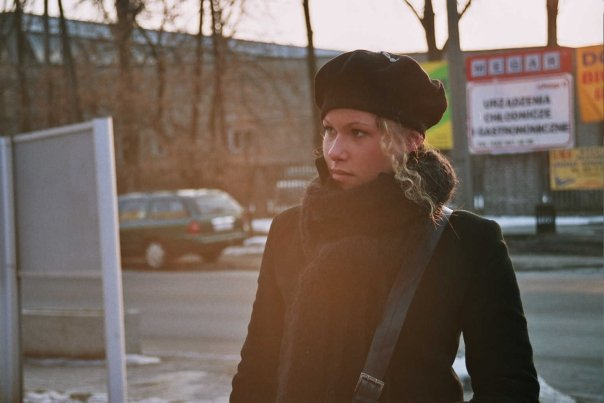
Florence Hainaut.

Le documentaire rapporte les témoignages d'une dizaine de femmes de divers pays du monde qui décrivent leur cyberharcèlement. Ces femmes sont des personnalités publiques comme les journalistes Nadia Daam et Lauren Bastide, l'avocate Trisha Shetty, la youtubeuse Sara Lou, l'entrepreneuse Alice Barbe, l'auteure Pauline Harmange, la youtubeuse Manonolita, l’humoriste Florence Mendez, la politicienne Renate Künast et Natascha Kampusch,,.
Le documentaire montre que le cyberharcèlement est un phénomène systémique qui dépasse le fait divers. Les témoignages rappellent l'impact psychologique du harcèlement en ligne et le documentaire insiste sur le fait que les harceleurs sont « pour la plupart des hommes de classe moyenne ou classe moyenne supérieure »,. Par ailleurs, il souligne que la justice, en Allemagne, en Belgique ou encore en France, sanctionne mal ces comportements, faute d'une législation adaptée.
Le film cite également des études qui montrent par exemple qu'une femme est 27 fois plus harcelée qu'un homme sur les réseaux sociaux,, qu'un tweet sur quinze mentionnant une femme blanche et un tweet sur dix mentionnant une femme noire est abusif, ou encore que 73 % de femmes dans le monde ont déjà souffert de cyberviolences,.

## Fiche technique
- Réalisation : Florence Hainaut et Myriam Leroy.
- Société de production : Kwassa Films
- Société de distribution / diffuseur : 
  - France (télévision) : Arte
  - Belgique (télévision) : Radio télévision belge francophone
  - Belgique (vidéo) : Proximus
- Durée : 57 minutes

## Genèse
Florence Hainaut et Myriam Leroy indiquent avoir voulu donner la parole à des femmes de divers profils et diverses origines, après avoir été elles-mêmes victimes de harcèlement en ligne pendant 15 ans. Selon elles le thème du film, au-delà du cyberharcèlement, est la misogynie et les conséquences du peu d'attention qu'on lui prête dans nos sociétés. Le documentaire inclut certaines des insultes reçues par les femmes qui témoignent et les réalisatrices indiquent avoir dû couper certains passages relatant des messages « insoutenables ».

## Accueil critique
Lors de sa diffusion en Belgique, le documentaire rassemble plus de 240 000 téléspectateurs, soit 18,2 % des parts de marchés. RTBF parle d'un film « salutaire, fondamental et urgent à faire voir pour faire bouger les lignes. » Madmoizelle le décrit comme un film « d’utilité publique, car il ne minore aucun aspect du cyberharcèlement. » Terrafemina évoque « un programme polyphonique et nécessaire. » Selon Le Monde, « les documentaristes posent habilement la question du modèle économique de ces plates-formes où cyberharceler rend « populaire » ».